# Asociación Europea de Proveedores de Servicios para Personas con Discapacidad
La Asociación Europea de Proveedores de Servicios para Personas con Discapacidad (EASPD, en sus siglas en inglés), es una organización paraguas que representa proveedores de servicio de apoyo para personas con discapacidad a un nivel europeo. EASPD tiene su sede Bruselas, Bélgica, y representa aproximadamente 15.000 proveedores de servicio de unos 33 países europeos.

## Historia
EASPD fue fundada en 1996 con 5 entidades socias. Cuando la organización empezó a crecer, organizó su primera conferencia en Dublín (Irlanda), que trató sobre “Colaboración, clave para los servicios de calidad” en 1999. Hacia 2001, EASPD representaba 5.000 servicios y se había convertido en miembro de la Plataforma Social de ONG Europeas y de ECAS (Servicio Europeo de Acción Ciudadana) y había firmado acuerdos de colaboración con IASSID e Inclusion Europe. En los siguientes 10 años, EASPD continuó creciendo y sobre 2010 la organización representaba a más de 10.000 proveedores de servicios.
Un año más tarde, en 2011, EASPD junto con Eurodiaconia, Workability Europe, EPR, Solidar, FEANTSA, CEDAG, Caritas (que se unió más tarde) y Cruz Roja (que se unió también más tarde) lanzó Servicios Sociales Europa, una plataforma europea para no para proveedores de salud y servicios sociales sin ánimo de lucro.
En 2013, EASPD fue acreditada como ONG en la Conferencia de Estados Parte de la Convención de Naciones Unidas sobre los Derechos de Personas con Dispacidad y lanzó su primer Premio "Trabajo para todas las personas".
Hacia 2015, EASPD representaba a más de 12.000 proveedores de servicio y se hizo miembro de EDF así como socio de Zero Project.
En 2016, EASPD cambió su sede a Rue du Commerce, Handelsstraat, en Bruselas y James Crowe fue elegido presidente hasta la actualidad. En 2017 EASPD lanzó su segundo sitio web: socialinvetment.eu, para ayudar proveedores de servicios sociales a lograr mejores préstamos a través del Plan de Inversión de la UE y el Banco Europeo de Inversión.
En enero de 2018, EASPD lanzó su nueva estrategia plurianual, titulada ‘Commit!', para apoyar su trabajo.
En España, sus entidades miembro son Fundación Carmen Pardo-Valcarce, Fundación Tutelar Support, Fundación Emplea, Plataforma Educativa, Fundación Ramón Noguera, Fundación Espurna, Som Fundación Catalana Tutelar, CEDDD y Plena inclusión.